# Lacul Gordon
Lacul Gordon (engl. Lake Gordon) este un lac de acumulare situat în regiunea de sud a Tasmaniei, la o depărtare mare de orașe. Barajul lacului a fost construit la începutul anilor 1970, cu scopul de a avea în regiune o sursă de energie electrică. Construcția laclui a fost o temă de dezbateri intense. Aceaste dispute se datorează regiunii deosebit de frumoase inundate de apele lacului. Printre aceste locuri se număra ștrandul de nisip al lacului Lake Pedder, de care acum Lake Gordon, este legat printr-un canal.

## Date despre lac
Capacitatea de acumulare a lacului Gordon este de circa 12.500 milioane m3 de apă, din care 3.300 mil. m³ aparțin lacului Peddar. Această cantitate este de circa 25 - 27 de ori mai mare decât cea din portul Sydney. Ca suprafață lacul are 281 km², fiind după mărime pe locul doi din Tasmania după Lake Argyle (740 km²). 
Hidrocentrala de la baraj este cea mai mare din Australia. Caverna din stâncă are un volum de apă de 67.000 m3. Apa iese printr-o deschidere de formă cilindrică, de unde cade de la o înălțime de 140 de m pe trei turbine Francis. Primele două generatoare de curent produc 144 MW, fiind date în funcțiune din anul 1988. Capacitatea totală de curent electric produsă de generatoare oscilează între 432 - 450 MW. Apa care a trecut prin turbine se întoarce, printr-un tunel, înapoi în lac.